# 新塞利夫卡 (米爾霍羅德區)
50°23′33″N 33°41′25″E / 50.39250°N 33.69028°E
新塞利夫卡（烏克蘭語：Новоселівка）是位於烏克蘭中部的村莊，由波爾塔瓦州米爾霍羅德區的塞爾希伊夫卡市鎮負責管轄。該村距離韋涅斯拉維夫卡1公里，始建於1840年，面積1.08平方公里，海拔高度167米，2001年人口247。